# قانون العقوبات الباكستاني
قانون العقوبات الباكستاني (بالأردوية: مجموعہ تعزیرات پاکستان)‏ هو قانون عقوبات لجميع الجرائم في باكستان. تم إعداده في الأصل من قبل اللورد ماكوليبمشاورة كبيرة في عام 1860 نيابة عن حكومة الهند باسم قانون العقوبات الهندي. بعد الاستقلال في عام 1947، ورثت باكستان نفس القانون وبعد ذلك بعد عدة تعديلات من قبل حكومات مختلفة، أصبح الآن في باكستان مزيجًا من القانون الإسلامي والقانون الإنجليزي. في الوقت الحالي، لا يزال قانون العقوبات الباكستاني ساريًا ويمكن تعديله من قبل مجلس الشيوخ الباكستاني. 

## التاريخ
أعدت الهيئة القانونية الأولى مسودة قانون العقوبات الهندي (البريطاني) وترأسها اللورد ماكولي. كان أساسه هو قانون إنجلترا المتحرر من الخصائص المحلية. وقد استمدت الاقتراحات أيضًا من قانون العقوبات الفرنسي ومن قانون ليفينجستون في لويزيانا. خضع مشروع القانون لمراجعة دقيقة للغاية على يد السير بارنز بيكوك، رئيس القضاة، وقضاة المحكمة العليا في كلكتا الذين كانوا أعضاء في المجلس التشريعي، وتم تمريره ليصبح قانونًا في عام 1860.

## الاختصاص القضائي
- القسم 1

يسمى هذا القانون قانون العقوبات الباكستاني، ويدخل حيز التنفيذ في جميع أنحاء باكستان.
- القسم 4

تسري أحكام هذا القانون أيضًا على أي جريمة يرتكبها: -
- (1) أي مواطن باكستاني أو أي شخص يخدم باكستان في أي مكان خارج باكستان؛
- (4) أي شخص على أي سفينة أو طائرة مسجلة في باكستان أينما كان.

## العقوبات
- القسم 53

العقوبات التي يتعرض لها المخالفون بموجب أحكام هذا القانون هي:
- أولاً: القصاص
- ثانياً: الديات
- ثالثًا: الأرش (التعويض المحدد مسبقًا)
- رابعاً: الضمان (التعويض الذي تحدده المحكمة على أن يدفعه الجاني للضحية بسبب التسبب في ضرر لا يتحمل إرش)
- خامساً: التعزير
- سادساً: الإعدام
- سابعاً: السجن المؤبد
- ثامناً: الحبس على صفتين وهما:

1. مشدد (أي مع الأشغال الشاقة)
2. مخفف

- تاسعاً: التجريد من الممتلكات
- عاشراً: الغرامة

تمت إضافة العقوبات الخمس الأولى بالتعديلات وتعتبر عقوبات إسلامية، وقد حكم على عدد قليل جدًا بهذه العقوبات حتى الآن. يمكن لأي شخص محكوم عليه بالعقوبات الخمس الأولى الاستئناف أمام محكمة الشريعة الاتحادية.

## روابط خارجية
- النص الكامل لقانون العقوبات الباكستاني - محدث مع جميع التعديلات - Pakistan.org
- قانون العقوبات الباكستاني 1860 - pakistancode.gov.pk